# Banguingui
Banguingui (tên cũ Tongkil) là một đô thị ở tỉnh Sulu, Philippines. Theo điều tra dân số năm 2000 của Philipin, đô thị này có dân số 15.933 người trong 2.591 hộ.

## Các đơn vị hành chính
Tongkil được chia thành 14 barangay.
- Bakkaan
- Bangalaw
- Danao
- Dungon
- Kahikukuk
- Luuk (Pob.)
- North Paarol
- Sigumbal
- South Paarol
- Tabialan
- Tainga-Bakkao or (Talinga-bakau)
- Tambun-bubu
- Tattalan
- Tinutungan